# Piotr I (biskup płocki)
Piotr (I) herbu Półkozic (zm. ok. 1239) – biskup płocki w latach 1232–1239, wcześniej kanonik płocki.
Był kanonikiem płockim już prawdopodobnie w 1207. Aktywny przy procesie fundacyjnym zakonu braci dobrzyńskich. W 1232 wybrany biskupem płockim przez kapitułę katedralną, według Długosza opowiedziała się za nim połowa tejże. Popierany przez księcia mazowieckiego Konrada I, u którego sprawował urząd podkanclerzego. Dzięki jego wsparciu uzyskał prowizję od papieża Grzegorza IX i prawdopodobnie jeszcze w roku elekcji występował już jako biskup. Prowadził szeroko zakrojoną działalność mediacyjną w sporach piastowskich książąt dzielnicowych. Zasiadał w utworzonej 6 października 1237 komisji papieskiej rozsądzającej spór między księciem wrocławskim Henrykiem I Brodatym a księciem wielkopolskim Władysławem Odonicem. Świadkował na dokumencie podziałowym Mazowsza i Kujaw między starszych synów księcia Konrada – Bolesława I i Kazimierza I w 1238. Wspierał rozwój gospodarczy swojej diecezji. W 1237 wydał przywilej lokacyjny dla miasta Płocka przyczyniając się tym do jego późniejszego rozwoju. Natomiast w 1239 uzyskał ze strony książąt mazowieckich: Konrada I i Bolesława I przywileje zwalniające dla Kościoła płockiego. Został pochowany w katedrze płockiej.